# North Kensington
North Kensington és una concentració de població designada pel cens dels Estats Units a l'estat de Maryland. Segons el cens del 2000 tenia 8.940 habitants.

## Demografia
Segons el cens del 2000, North Kensington tenia 8.940 habitants, 3.527 habitatges, i 2.197 famílies. La densitat de població era de 2.241,4 habitants per km².
Dels 3.527 habitatges en un 25,8% hi vivien nens de menys de 18 anys, en un 47,8% hi vivien parelles casades, en un 11% dones solteres, i en un 37,7% no eren unitats familiars. En el 29,8% dels habitatges hi vivien persones soles el 10,9% de les quals corresponia a persones de 65 anys o més que vivien soles. El nombre mitjà de persones vivint en cada habitatge era de 2,47 i el nombre mitjà de persones que vivien en cada família era de 3,07.
Per edats la població es repartia de la següent manera: un 21% tenia menys de 18 anys, un 6,3% entre 18 i 24, un 32,5% entre 25 i 44, un 23,7% de 45 a 60 i un 16,6% 65 anys o més.
L'edat mediana era de 39 anys. Per cada 100 dones de 18 o més anys hi havia 85,4 homes.
La renda mediana per habitatge era de 65.144 $ i la renda mediana per família de 75.554 $. Els homes tenien una renda mediana de 46.631 $ mentre que les dones 40.609 $. La renda per capita de la població era de 28.816 $. Entorn del 3,7% de les famílies i el 6,3% de la població estaven per davall del llindar de pobresa.

## Poblacions més properes
El següent diagrama mostra les poblacions més properes.